# Montbronn
Montbronn là một xã trong vùng Grand Est, thuộc tỉnh Moselle, quận Sarreguemines, tổng Bitche. Tọa độ địa lý của xã là 48° 59' vĩ độ bắc, 07° 18' kinh độ đông. Montbronn nằm trên độ cao trung bình là 355 mét trên mực nước biển, có điểm thấp nhất là 238 mét và điểm cao nhất là 381 mét. Xã có diện tích 14,99 km², dân số vào thời điểm 1999 là 1668 người; mật độ dân số là 111 người/km².

## Thông tin nhân khẩu
| 1962  | 1968  | 1975  | 1982  | 1990  | 1999  |
| ----- | ----- | ----- | ----- | ----- | ----- |
| 1.649 | 1.755 | 1.791 | 1.743 | 1.698 | 1.668 |